# Prêmio Heinrich Hertz
O Prêmio Heinrich Hertz (em alemão:  Heinrich-Hertz-Preis) é uma condecoração da fundação EnBW (Energie Baden-Württemberg AG), concedido juntamente com o Instituto de Tecnologia de Karlsruhe.
Dotado com 10.000 Euros, é denominado em memória do físico Heinrich Hertz (1857–1894), concedido aproximadamente a cada três anos para realizações científicas ou técnicas extraordinárias nas áreas de geração, distribuição e aplicações da energia elétrica.

## Recipientes
1. - 1975: Alvin Weinberg
2. - 1978: Heinrich Welker
3. - 1982: Erwin Willy Becker
4. - 1987: Manfred Depenbrock, Günther Kurtze
5. - 1990: Nicolas Moussiopoulos, Muzaffer Canay
6. - 1992: Dieter Ludwig
7. - 1995: Erich Erdle
8. - 1998: Ingo Wolff
9. - 2000: Gerd Schön, Herbert Schoeller, Jan von Delft
10. - 2002: Heinz-Peter Feldle
11. - 2004: Gerd Balzer, Günter Weimann
12. - 2007:  Peter Komarek
13. - 2012: Manfred Thumm
14. - 2016: Hartmut Schmeck
15. - 2018: Albert Moser, Thomas Schulenberg